# Giuseppe Storace d'Afflitto
Giuseppe Storace d'Afflitto (Sant'Agnello, 24 agosto 1605 – dopo 1648) è stato un poeta italiano, noto per la sua opera in napoletano De la tiorba a taccone.

## Biografia
Giuseppe Storace d'Afflitto fu battezzato il 26 agosto 1605 nella parrocchia dei Santi Prisco e Agnello di Sant'Agnello di Napoli, dove nel 1592 fu battezzata anche la sorella Diana. Il padre Marzio morì nel 1608 e la madre Diana nel 1646. Fu compagno di studi di Girolamo Fontanella di cui rimase amico sino al 1640, quando Anna Carafa, viceregina di Napoli, li pose in contrasto. Nel 1635 Giuseppe Storace d'Afflitto si imbarcò al seguito di suo fratello minore, il capitano Domenico, ma la nave affondò nel mar Ligure, fortunatamente i due si salvarono.
In tutte le sue cinque opere a stampa manifestò un atteggiamento antispagnolo. Studiò la maggior parte delle opere dei suoi contemporanei per elaborare dei componimenti frizzanti e innovativi.

## Opere
Giuseppe Storace è molto importante per la letteratura napoletana e barocca, ed è considerato il Petrarca napoletano, che con Giovan Battista Basile e Giulio Cesare Cortese costituiscono le tre corone napoletane.
In ordine temporale, esse sono:
- Della Musa lirica, parte prima (1636)
- Della Musa lirica, parte seconda (composta più volte)
- Scherzo italiano (1645 e 1646)
- De la tiorba a taccone (1646)
- Scherzo napoletano (1648)